# Scolopocryptops aurantiaca
Scolopocryptops aurantiaca är en mångfotingart som beskrevs av Paul Gervais 1847. Scolopocryptops aurantiaca ingår i släktet Scolopocryptops och familjen Scolopocryptopidae. Inga underarter finns listade i Catalogue of Life.